# Benlioğlu, Aydıncık
Benlioğlu là một xã thuộc huyện Aydıncık, tỉnh Yozgat, Thổ Nhĩ Kỳ. Dân số thời điểm năm 2010 là 17 người.